# Myodermum latipennis
Myodermum latipennis är en skalbaggsart som beskrevs av Gilbert John Arrow 1941. Myodermum latipennis ingår i släktet Myodermum och familjen Cetoniidae. Inga underarter finns listade i Catalogue of Life.